# Victor Froholdt
Victor Mow Froholdt (ur. 25 lutego 2006) – duński piłkarz grający na pozycji pomocnika w FC Porto.

## Kariera klubowa
Froholdt rozpoczynał karierę piłkarską w Vallensbæk IF. W 2018, w wieku 12 lat, przeszedł do młodzieżowych drużyn FC Kopenhagi. W styczniu 2023 przedłużył kontrakt ze stołecznym zespołem do końca 2025. 5 listopada 2023 zadebiutował w Superligaen w wygranym 4:2 meczu z Randers FC. W 88. minucie spotkania zastąpił Eliasa Achouriego, a w doliczonym czasie strzelił gola. Latem 2024 został oficjalnie włączony do pierwszego zespołu FC Kopenhagi, jednocześnie przedłużając kontrakt z klubem do 2028. W sezonie 2024/25 zdobył z nim mistrzostwo oraz Puchar Danii. Za występy w tym sezonie otrzymał również kilka nagród indywidualnych: został wybrany najlepszym zawodnikiem rundy wiosennej Superligaen, najlepszym młodym zawodnikiem całych rozgrywek oraz znalazł się w drużynie sezonu ligi duńskiej.
23 lipca 2025 Froholdt za 20 mln euro przeszedł do FC Porto. Podpisał z tym zespołem 5-letni kontrakt.

## Kariera reprezentacyjna
W reprezentacji Danii zadebiutował 23 marca 2025 w przegranym 2:5 meczu z Portugalią w ćwierćfinale Ligi Narodów 2024/2025. W 83. minucie spotkania zastąpił Christiana Nørgaarda.

## Statystyki

### Klubowe
Stan na 23 lipca 2025
| Sezon   | Klub         | Kraj  | Rozgrywki   | Mecze | Bramki | Rozgrywki Europy      | Mecze | Bramki |
| ------- | ------------ | ----- | ----------- | ----- | ------ | --------------------- | ----- | ------ |
| 2023/24 | FC Kopenhaga | Dania | Superligaen | 5     | 1      | Liga Mistrzów UEFA    | 1     | 0      |
| 2024/25 | FC Kopenhaga | Dania | Superligaen | 30    | 3      | Liga Konferencji UEFA | 16    | 3      |
| 2025/26 | FC Kopenhaga | Dania | Superligaen | 1     | 0      | –                     | –     | –      |

### Reprezentacyjne
Stan na 23 lipca 2025
| Mecze i gole w reprezentacji | Mecze i gole w reprezentacji | Mecze i gole w reprezentacji | Mecze i gole w reprezentacji | Mecze i gole w reprezentacji | Mecze i gole w reprezentacji | Mecze i gole w reprezentacji |
| Dania                        | Dania                        | Dania                        | Dania                        | Dania                        | Dania                        | Dania                        |
| Lp.                          | Data                         | Miejsce                      | Przeciwnik                   | Wynik                        | Gol                          | Rozgrywki                    |
| ---------------------------- | ---------------------------- | ---------------------------- | ---------------------------- | ---------------------------- | ---------------------------- | ---------------------------- |
| 1.                           | 23.03.2025                   | Lizbona, Portugalia          | Portugalia                   | 2:5                          |                              | LN 2024/2025                 |
| 2.                           | 10.06.2025                   | Odense, Dania                | Litwa                        | 5:0                          |                              | towarzyski                   |